# Артур Квіст
Артур Квіст (норв. Arthur Qvist, 17 лютого 1896 — 20 вересня 1973) — норвезький вершник.
Срібний призер Олімпійських Ігор 1928 року в командному триборстві.